# 手摇铃
手铃（英語：Handbell）是一種敲擊樂器。由铃身、手柄和擊锤三部分構成。鈴身决定手搖鈴發聲，也决定單個手铃的音高，一般由銅制成。手柄早期由皮制成，目前主要改用塑料制作的手柄。擊錘由螺絲固定在鈴身中，可以通過調整擊錘來决定手鈴的響度。樂手可以用多種方式演奏，最通常的方式是手搖，而手搖鈴中的擊錘會碰撞鈴身而發聲。由於單個手铃具有特定音高，因此手铃一般都包含若干音階成套配置。

## 歷史
手鈴音樂源自英國的教堂鐘樓音樂，已超過100年歷史。原是為了方便編曲而製造的樂器，後來卻因為其獨特的演奏方式，發展成為一種新興的表演藝術。一套手鈴由多個音高不同的手鈴組合而成。手鈴的聲音清脆動人，容易令人聯想起聖誕節及感受到歡樂的氣氛。

## 手鈴表演
手鈴現時的音域有7個半八度（C1-C9），手鈴的演奏有分手鈴隊、小組合奏和獨奏，亦可與合唱團或小提琴、大提琴、長笛、管風琴、銅管樂甚至管弦樂團合奏。

## 手鈴技巧
- 搖打（ring）
- 停頓（damp）：在搖打後將手鈴貼在身體，以停止手鈴發聲
- 捶奏（martellato）：將手鈴捶擊在已經舖上軟墊的桌面上，造出停頓的效果
- 急速停頓（ring touch）：在搖打後立即拉向身體停止發聲，以造出急速停頓效果
- 拇指停頓（thumb damping）：將拇指放在手鈴鈴身上，造成跳音效果
- 撥奏（pluck）：將手鈴平效在桌面上，再用手指撥打手鈴中的擊錘
- 顫音（shake）：靠手震動，造出顫音的效果
- 敲擊（mallet）：利用敲擊棒敲打手鈴，亦可造出類似跳音的效果
- 連續敲擊（mallet roll）：用敲擊棒快速連續敲打手鈴
- 迴音（echo）：搖打後將手鈴邊緣不斷掂著桌面，以造成迴音
- martellato Lift：在將手鈴捶擊在已經舖上軟墊的桌面上的同時，立即拿起手鈴
- Let Vibrate：即使搖打後，不作Damp的技巧停止手鈴發聲
- Pluck Lift：在手指撥打手鈴中的擊錘的同時，立即拿起手鈴
- mallet Lift：用敲擊棒敲打手鈴時，立即拿起手鈴
- singing bell：更特別的技巧，用木棒繞著手鈴邊緣作磨擦而發聲
- four in hand：高階手鈴技巧，樂手須用1隻手控制2個手鈴的獨立發聲
- shelley：與以上的技巧相似，不過相異之處是這個技巧兩個手鈴是同時發聲的
- six in hand：1隻手控制3個手鈴的獨立發聲

手鈴的技巧繁多，難以盡錄。在手鈴的樂譜中會仔細列明使用不同的技巧，來引導演奏者。

## 手鈴品牌
現時世界上製造手鈴的公司主要有三間:
- Malmark（美國）
- Schulmerich（美國）
- White Chapel（英國），這個品牌的手鈴較罕見，特色是手柄用皮製成。
- Hanai Handbell（日本），日本首套本土製造的手鈴，耗時15年研發，音域暫時只有3個八度。廠商於濱松市舉行的手铃世界大會上展出全套樂器，來自新加坡的著名樂團MINISTRY OF BELLZ成為全球首隊擁有該品牌的手鈴。

## 世界手鈴大會
世界手鈴大會，是每兩年在不同國家舉行供世界各地手鈴愛好者作交流的大會，由6個主辦國輪流主辦:美國、日本、英國、韓國、加拿大及澳洲，而香港在2011年日本大阪世界手鈴大會之中，宣佈成為第七個世界手鈴大會主辦國，將會在2020年在香港舉辦世界手鈴大會。
歷屇世界手鈴大會主辦地區:
1984 1st  美國阿克塔
1986 2nd  日本御殿場
1988 3rd  英國愛塞特
1990 4th  韓國仁川
1992 5th  加拿大艾德蒙頓
1994 6th  澳洲阿德萊德
1996 7th  美國阿布奎基
1998 8th  日本幕張
2000 9th   英國伯明翰
2002 10th 韓國斧山
2004 11th 加拿大多倫多
2006 12th 澳洲布利斯班
2008 13th 美國奧蘭多
2010 14th 日本大阪
2012 15th 英國利物浦
2014 16th 韓國濟州島
2016 17th 加拿大溫哥華
2018 18th 澳洲凱恩斯
2020 19th 香港九龍灣（因新冠疫情取消）
2022 20th 美國納什維爾
2024 21st 日本濱松
2026 22nd 英國蘇格蘭

## 在香港的發展
由一位美南浸信會宣教士邱立安(Mr. Ralph Yoars)開始。邱立安受國際福音使團委派到香港作音樂教學及宣傳的工作，並於香港浸會學院任助理教授。70年代初，把香港第1套3個八度的 Schulmerich 手鈴引入學院供課餘興趣小組以及音樂教學之用。
香港浸會大學及香港教育學院是香港擁有手鈴隊的大專院校，其後不斷有更多獨立手鈴隊相繼成立，如白手黨手鈴隊、十一分音符手鈴隊、The RingTouch Hong Kong等。自香港手鈴藝術學院成立而來，來自學校、教會或不同機構的手鈴、手鐘或手鈴板隊伍相繼成立，在2006年起，香港手鈴藝術學院每年舉辦香港手鈴節、校際手鈴比賽及滙演。

## 世界各地手鈴隊
美國
- Ring of Fire
  - 在太平洋的西北岸發跡，該團的創團人和指揮是傑森威爾斯(Jason Wells)。在創團的幾年間，因手鐘演奏十分傑出，聲譽極佳。最廣為人知的便是他們背譜的能力和獨特又活潑的風格。曾於學校、教會、公司行號、慈善活動、馬拉松比賽、NBA球賽及國內外的電視台演出。此團的特色是精力充沛、充滿朝氣。
- The Raleigh Ringers
  - 設於美國北卡路連納州。自1990年始, 曾使用聖樂、流行曲、樂與怒等曲風演奏。此團擁有最多手鐘的團體；7種手鐘共29個八度，391個手鈴。七種手鐘是：Malmark手鈴（7個半八度）、Malmark手鐘（6個八度）、WhiteChapel手鐘（5個八度）、WhiteChapel杯鐘（4個八度）、Schulmerich手鈴（2個八度）、Petit & Fritsen手鐘（3個八度，己停產)、J. C. Deagan手鐘（2個八度）。他們有時會把不同牌子的手鐘混合使用，利用各種鐘的獨特音質，創造不用層次和味道的音樂。他們曾經在美國34個州演出, 曾經在法國多個城市巡迴演出。灌錄了4張唱片和1張DVD。

香港
- 十一分音符手鈴隊
  - 由11位手鈴音樂愛好者成立而得名，成立於2003年4月，為香港第2隊註冊非牟利手鈴表演團體。現時手鈴隊隊員共21人，全為小學音樂教師及手鈴音樂教育工作者。曾主辦多場手鈴音樂會，如2008年《有鈴自遠方來》 、2009年《漫遊童夢》及2011年《八十分鐘環遊世界》音樂會，於2006年及2008年赴第12屆澳洲布里斯本及第13屆美國奧蘭度參與「世界手鈴大會」。
- 白手黨手鈴隊
  - 於1996年成立，為香港首隊獨立手鈴演奏組合，隊員為現職音樂工作者或手鈴指揮，全部均曾接受專業音樂訓練。樂團以推廣手鈴藝術為宗旨，藉高質素的表演，與觀眾分享手鈴音樂的魅力。1998年起，曾參與「世界手鈴大會」，包括日本幕張、英國伯明翰及韓國釡山，為首批參與「世界手鈴大會」的香港代表。
- 香港青少年手鈴樂團
  - 成立於2005年，由香港手鈴藝術學院創辦，旨在發掘有手鈴演奏潛質的同學，接授嚴謹及有系統的訓練，學習手鈴藝術之精髓及演繹不同風格的樂曲，成為本港新一代的手鈴演奏家。樂團由學院藝術總監李潔瑤及資深導師教授，代表學院參與本地演出及海外交流活動。樂團曾多次接受外界邀請，樂團於2006、2008年、2010、2012前往參與「世界手鈴大會」。
- The Clappers
  - 為一初成立之手鈴樂團，目的是凝聚一班已離開學校手鈴隊，但對手鈴演奏仍滿有熱誠的青年人，可以持續接受嚴謹及有系統的訓練，學習手鈴藝術之精髓及演繹不同風格的樂曲，推動本地手鈴普及化與發展。樂團由香港手鈴藝術學院導師帶領，藝術總監李潔瑤女士擔任首席指揮。想加入「The Clappers」的團員均需進行甄選面試，樂團會定期排練並參與不同的文化活動演出，且有機會與訪港的海外手鈴隊交流切磋及參與海外手鈴活動。

日本
- 金城學院大學手鈴隊
  - 成立於1970年，由吉田年一先生擔任指揮，為日本首隊手鈴隊。樂團除了定期在校內活動演出及舉辦音樂會，更具有豐富海外演奏經驗，曾参加在英國和澳洲舉辦的世界手鈴大會，並多次獲邀於全球手鈴水準最高的美國「全國手鈴研討會」中演出。樂團於2016年3月展開美国演出之旅，在教堂和迪士尼表演。翌年3月，前往香港舉行音樂會，並到學校表演。

## 外部連結
- 世界手鈴大會歷屇主辦國
- 香港手鈴藝術學院 （页面存档备份，存于）
- Malmark Bellcraftsmen （页面存档备份，存于）
- Schulmerich Carillons